# Frontbeweging

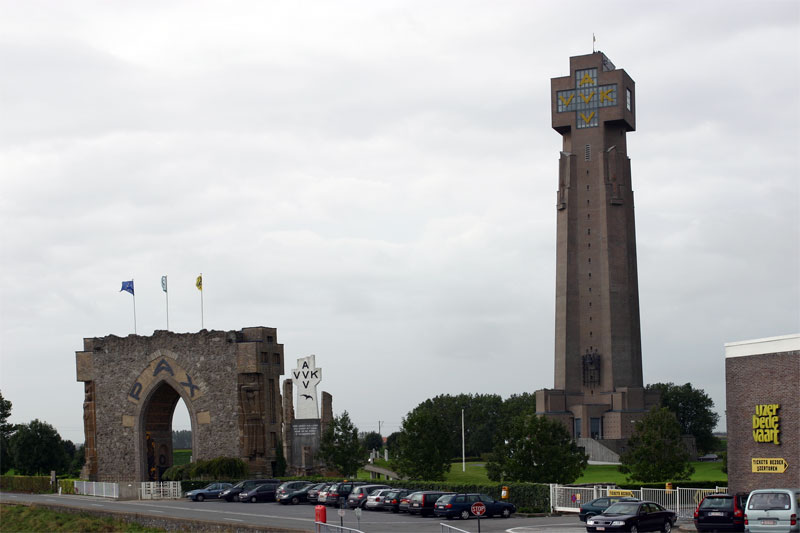
De IJzertoren te Diksmuide

Vlaamse vlag, 13de Eeuw

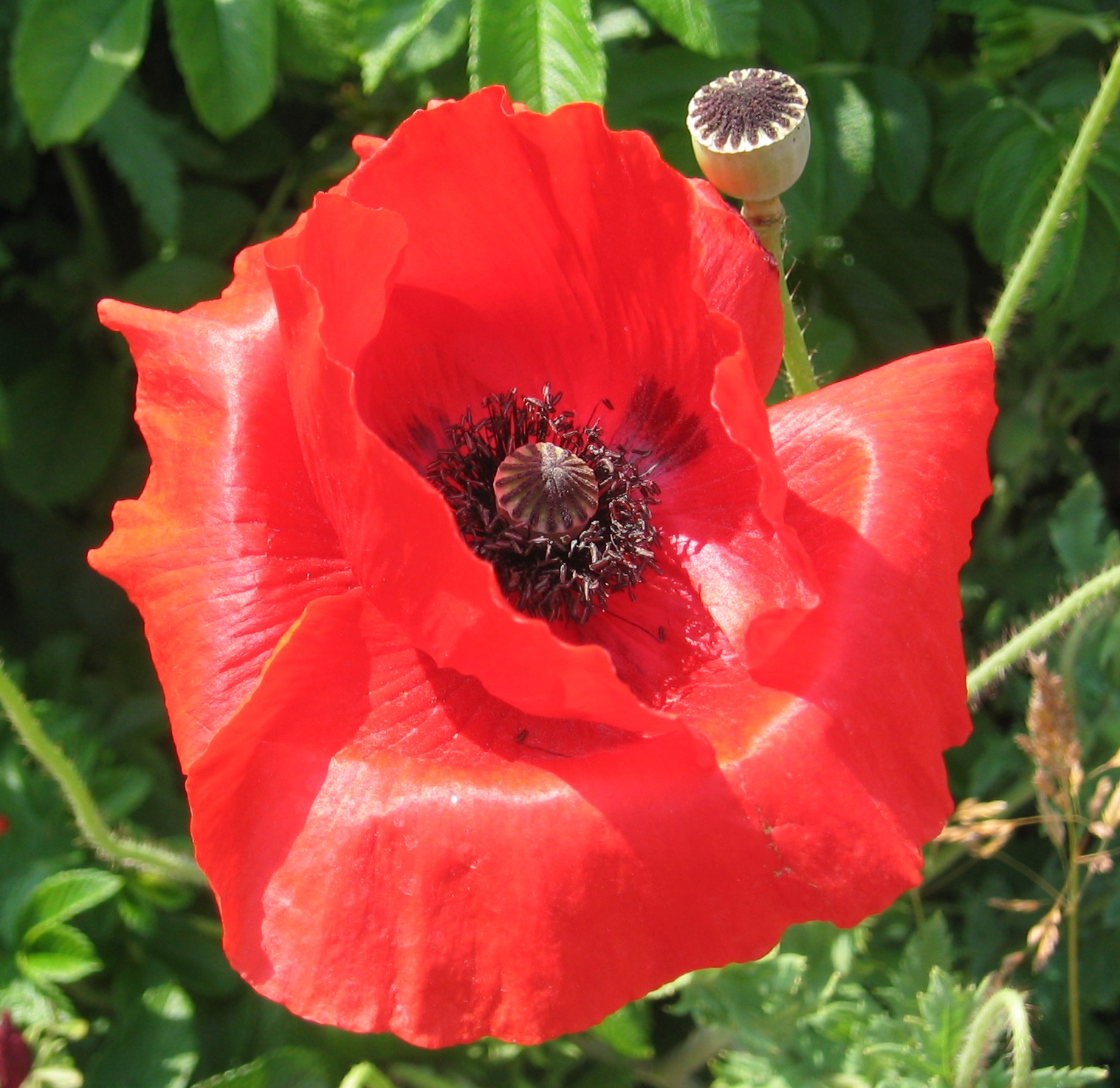
De klaproos, internationaal symbool voor de soldaten gesneuveld aan de IJzer

De frontbeweging is een beweging van Vlaamse intellectuelen die ontstond tijdens de Eerste Wereldoorlog aan het IJzerfront. Zij was uitdrukkelijk Vlaams van karakter en verzette zich in hoofdzaak tegen het Franstalige taalbeleid van het Belgisch leger. Zij was een van de drie uitingen van Vlaams-Nationalisme tijdens de Eerste Wereldoorlog, naast het activisme en passivisme. De eerste twee zouden na de oorlog bijdragen tot de oprichting van de Frontpartij.

## Voorgeschiedenis
Vlaamsgezinden bestonden in België al vanaf het ontstaan ervan in 1830. Om hun doelstellingen te verwezenlijken zochten ze echter onderdak in de bestaande partijen, het grootste deel van de Vlaamsgezinden situeerde zich bij de Katholieken. Aan de vooravond van de Eerste Wereldoorlog bereikte het Vlaamse ongenoegen echter een eerste hoogtepunt. Zij werden geconfronteerd met een toenemend Belgisch nationalisme en een agressief en nieuw Wallingantisme, dat op dat moment ijverde voor een splitsing van België. In 1913 werd in het parlement de zogenaamde Legerwet verworpen, die de oprichting moest voorzien van Vlaamse regimenten in het Belgisch leger. Deze verwerping had verstrekkende gevolgen voor de Vlamingen aan het front.
Na een oproep van Albert I tot de verdediging van het Belgisch grondgebied traden verschillende Vlamingen toe tot het leger in de hoop dat hun Vlaamse eisen zouden worden ingewilligd (onder meer de vernederlandsing van de Gentse universiteit). Zij vergisten zich echter schromelijk. Als voorbeeld nemen we Piet van Rossem, een student in Gent die bij de naamafroeping antwoordde met aanwezig in plaats van présent en daarvoor werd gevangengenomen. Zulke voorvallen waren legio.
De spanningen in het leger situeerden zich op verschillende gebieden. Zo waren de officieren Franstalig, hetgeen een onoverbrugbare kloof creëerde voor veel Vlamingen. Dit was het gevolg van de verplichting Frans te spreken om kans te maken op promotie, waardoor er dus geen Vlaamse instroom was in het officierenkorps. Het leger was ook overwegend vrijzinnig, in schril contrast met de overwegend katholieke Vlamingen. Deze spanningen resulteerden in een nadelige behandeling van de Vlamingen aan het front. Daar liep alles fout doordat gewone soldaten de bevelen van hun meerderen niet begrepen. Dit laatste is althans de Vlaams-nationalistische visie op de gebeurtenissen in de Eerste Wereldoorlog, terwijl de werkelijke geschiedenis genuanceerder dient benaderd te worden. Van oktober 1914 tot september 1918 ging het Belgische leger noch vooruit noch achteruit, waarbij de meeste doden vielen bij de Duitse inval en bij het Belgische slotoffensief in september 1918, in tegenstelling tot vier tussenliggende oorlogsjaren.

## Oprichting en verloop
Het was in die omstandigheden dat een aantal Vlaamse intellectuelen aan het front ging ijveren voor de belangen van hun lotgenoten. De drie voornaamste figuren waren Adiel Debeuckelaere (als voorzitter), Filip De Pillecyn en Hendrik Borginon. De beweging hield zich vooral bezig met het informeren van het front door de verspreiding van brochures en blaadjes met streeknieuws. Het jaar 1917 was opnieuw een breukjaar. Op 11 februari werd de frontbeweging door de legertop verboden, waardoor deze genoodzaakt was haar activiteiten ondergronds voort te zetten. Vanaf dit moment kreeg ze dus een clandestien karakter. In deze periode was er ook een radicalisering van de beweging merkbaar.
In drie open brieven aan de koning lichtte ze in dat jaar haar standpunten toe. De eerste verscheen op 11 juli ter ere van de Vlaamse feestdag en was getiteld Open brief aan den koning der Belgen, Albert I en was geschreven door Debeuckelaere. Er werden duizend exemplaren van verspreid. De Vlaamse eisen konden samengevat worden als één: gelijke rechten na de oorlog. Voorts werden de Franse benoemingspolitiek, de tegenwerking van Vlaamse initiatieven, de censuur van de Vlaamse pers en de aanvallen tegen de Vlamingen in de Franstalige pers aangekaart. De brief had een grote impact en zorgde voor verontwaardiging. Ogenblikkelijk werd een klopjacht ingezet op de auteurs en zelfs op de bezitters ervan. In augustus en september werd deze actie hernomen, alleen op kleinere schaal.

## Einde
De Frontbeweging stierf, met haar geëigende karakter, een stille dood bij het einde van de oorlog. Op dat moment werden echter wel de plannen opgevat om samen met de activisten over te gaan tot een echte Vlaamse politieke partij. Deze plannen resulteerden in 1919 in de oprichting van de Frontpartij. De gesneuvelden aan het IJzerfront worden nog elk jaar herdacht aan de IJzertoren te Diksmuide, bij de IJzerbedevaart en tijdens de IJzerwake aan het monument van de Gebroeders Van Raemdonck in Steenstrate.